# Quartiere di Dennery
Il quartiere di Dennery è uno degli 11 quartieri in cui è divisa l'isola di Saint Lucia.